# María Marcela
María Marcela López de Zatarain (24 de julio de 1961 en Puebla, México) es una primera actriz mexicana. Es hermana de los productores Mapat L. de Zatarain y Marco Vinicio L. de Zatarain. Está casada con Jorge Galina, con quien tiene dos hijos.
Ha participado en telenovelas como Piel de otoño, La mujer del Vendaval, Ni contigo ni sin ti, Yo amo a Juan Querendón y Tenías que ser tú.

## Filmografía

### Telenovelas
- Mi amor sin tiempo (2024) ... Sara Serrano
- Tenías que ser tú (2018) .... Marbella Jiménez Vda. de Carreto
- La mujer del Vendaval (2012/13) .... Silvana Berrocal de Casteló
- Ni contigo ni sin ti (2011) .... Carola "Caro" Tinoco Vda. de Lorenti
- Juro que te amo (2008/09) .... Sara
- Yo amo a Juan Querendón (2007-2008) .... Ana Dávila Escobar
- Piel de otoño (2005) .... Rosario Ruiz de Gutiérrez
- Corazones al límite (2004) .... Sofía Rivadeneira
- Bajo la misma piel (2003) .... Sonia
- María Belén (2001) .... Lucrecia Campos
- El niño que vino del mar (1999) .... Lala
- Una luz en el camino (1997/98) .... Lorena
- El peñón del amaranto (1993) .... Angeles
- Yo compro esa mujer (1990) .... Narda de Marín
- Lo blanco y lo negro (1989) .... Irene O'Neal
- Encadenados (1988) .... Alejandra
- Herencia maldita (1986) .... Susan
- Tú o nadie (1985) .... Carla
- Tú eres mi destino (1984) .... Esperanza
- Caminemos (1980)

### Series
- Los simuladores (2009) .... Vilma
- La rosa de Guadalupe (2008) (2 capítulos)
- Mujer, casos de la vida real (2002-2005) (varios episodios)

## Premios y nominaciones

### Premios TVyNovelas
| Año  | Categoría            | Programa          | Resultado |
| ---- | -------------------- | ----------------- | --------- |
| 2019 | Mejor primera actriz | Tenías que ser tú | Nominada  |